# Гудфеллоу, Фредерик
Фредерик Уильям Гудфеллоу (англ. Frederick William Goodfellow; 7 марта 1874, Уолсолл — 22 ноября 1960, Лондон) — британский полицейский и перетягиватель каната, чемпион летних Олимпийских игр 1908.
На Играх 1908 в Лондоне Гудфеллоу участвовал в турнире по перетягиванию каната в составе команды полицейских лондонского Сити, команда заняла первое место.